# تونی مونوز (بازیکن فوتبال، زاده ۱۹۸۲)
تونی مونوز (انگلیسی: Toni Muñoz؛ زادهٔ ۱۳ اوت ۱۹۸۲) بازیکن فوتبال اهل اسپانیا است.
از باشگاه‌هایی که در آن بازی کرده‌است می‌توان به باشگاه فوتبال لاریسا و باشگاه ورزشی رئال مایورکا اشاره کرد.